# 8117 Yuanlongping
8117 Yuanlongping eller 1996 SD1 är en asteroid i huvudbältet som upptäcktes den 18 september 1996 av Beijing Schmidt CCD Asteroid Program vid Xinglong-observatoriet. Den är uppkallad efter agronomen Yuan Longping.
Asteroiden har en diameter på ungefär 10 kilometer och den tillhör asteroidgruppen Eos.